# Krkafon

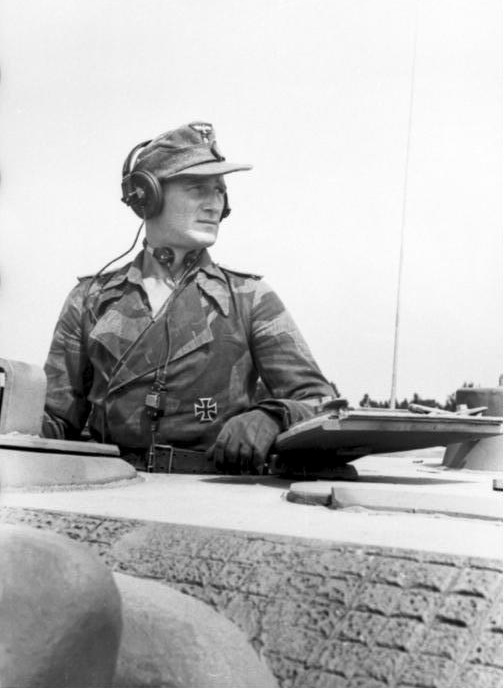
Člen posádky německého Jagdpantheru s krkafonem v červnu 1944 ve Francii

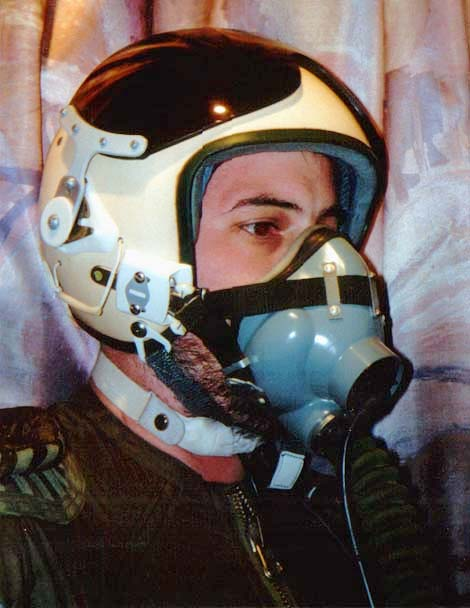
Sovětská kyslíková maska pilotů MiGů s krkafonem

Krkafon (nazývaný také laryngofon) je druh zvukového snímače, který se přikládá zvenčí lidského krku, aby snímal zvuk z hrtanu. Je užitečný zejména v hlučném prostředí, protože je odolnější vůči vnějšímu hluku než běžné mikrofony. Rozšířil se původně v prostředí vojenských pilotů a tankistů, ale používají ho také motorkáři nebo zásahové policejní jednotky.
Používání krkafonů se rozšířilo u vojenských jednotek za druhé světové války, předtím byly používány spíše výjimečně.